# Eneco Tour 2005
L'Eneco Tour 2005, edizione inaugurale della corsa, valevole come diciannovesima prova del circuito UCI ProTour, si svolse in sette tappe precedute da un cronoprologo dal 3 al 10 agosto 2005 per un percorso di 1 230 km. Fu vinto dallo statunitense Bobby Julich, che terminò la gara in 29h 08' 01".

## Tappe
| Tappa  | Data      | Percorso                                     | km   | Vincitore di tappa | Leader cl. generale |
| ------ | --------- | -------------------------------------------- | ---- | ------------------ | ------------------- |
| Prol.  | 3 agosto  | Mechelen (BEL) (cron. individuale)           | 5,7  | Rik Verbrugghe     | Rik Verbrugghe      |
| 1ª     | 4 agosto  | Geel (BEL) > Mierlo (NLD)                    | 192  | Max van Heeswijk   | Max van Heeswijk    |
| 2ª     | 5 agosto  | Geldrop (NLD) > Sittard-Geleen (NLD)         | 178  | Simone Cadamuro    | Max van Heeswijk    |
| 3ª     | 6 agosto  | Beek (NLD) > Landgraaf (NLD)                 | 206  | Allan Davis        | Rik Verbrugghe      |
| 4ª     | 7 agosto  | Landgraaf (NLD) > Verviers (BEL)             | 232  | Alessandro Ballan  | Rik Verbrugghe      |
| 5ª     | 8 agosto  | Verviers (BEL) > Hasselt (BEL)               | 194  | Max van Heeswijk   | Rik Verbrugghe      |
| 6ª     | 9 agosto  | Sint-Truiden (BEL) > Hoogstraten (BEL)       | 196  | Stefan van Dijk    | Rik Verbrugghe      |
| 7ª     | 10 agosto | Etten (NLD) > Leur (NLD) (cron. individuale) | 26,3 | Bobby Julich       | Bobby Julich        |
| Totale | Totale    | Totale                                       | 1230 |                    |                     |

## Squadre e corridori partecipanti
Presero parte alla prova le venti squadre con licenza UCI ProTeam. Ammesse tramite l'assegnazione di wild-card furono Shimano-Memory Corp, MrBookmaker.com-SportsTech e Chocolade Jacques-T Interim. Dei 228 iscritti, partirono in 219 ed arrivarono in 136.
| N.      | Cod. | Squadra            |
| ------- | ---- | ------------------ |
| 2-8     | RAB  | Rabobank           |
| 11-18   | DVL  | Davitamon-Lotto    |
| 21-28   | QST  | Quick Step         |
| 31-38   | DSC  | Discovery Channel  |
| 41-48   | TMO  | T-Mobile Team      |
| 51-58   | GST  | Gerolsteiner       |
| 61-68   | CSC  | Team CSC           |
| 71-78   | C.A  | Crédit Agricole    |
| 81-88   | FDJ  | Française des Jeux |
| 91-98   | COF  | Cofidis            |
| 101-108 | BTL  | Bouygues Télécom   |
| 111-118 | FAS  | Fassa Bortolo      |

| N.      | Cod. | Squadra                     |
| ------- | ---- | --------------------------- |
| 121-127 | LAM  | Lampre-Caffita              |
| 131-138 | LIQ  | Liquigas-Bianchi            |
| 141-148 | SDM  | Domina Vacanze              |
| 151-158 | IBA  | Caisse d'Epargne            |
| 161-168 | LSW  | Liberty Seguros-Würth       |
| 171-178 | EUS  | Euskaltel-Euskadi           |
| 181-188 | SDV  | Saunier Duval-Prodir        |
| 191-198 | PHO  | Phonak Hearing Systems      |
| 201-208 | SHI  | Shimano-Memory Corp         |
| 211-218 | MRB  | MrBookmaker.com             |
| 221-228 | JAC  | Chocolade Jacques-T Interim |

## Dettagli delle tappe

### Prologo
- 3 agosto: Mechelen (BEL) – Cronometro individuale – 5,7 km

Risultati
| Pos. | Corridore      | Squadra      | Tempo |
| ---- | -------------- | ------------ | ----- |
| 1    | Rik Verbrugghe | Quick Step   | 6'45" |
| 2    | Carlos Barredo | Liberty Seg. | a 1"  |
| 3    | Servais Knaven | Quick Step   | a 2"  |

| Pos. | Corridore      | Squadra      | Tempo |
| ---- | -------------- | ------------ | ----- |
| 1    | Rik Verbrugghe | Quick Step   | 6'45" |
| 2    | Carlos Barredo | Liberty Seg. | a 1"  |
| 3    | Servais Knaven | Quick Step   | a 2"  |

### 1ª tappa
- 4 agosto: Geel (BEL) > Mierlo (NLD) – 192 km

Risultati
| Pos. | Corridore        | Squadra       | Tempo    |
| ---- | ---------------- | ------------- | -------- |
| 1    | Max van Heeswijk | Discovery Ch. | 4h20'08" |
| 2    | Marco Zanotti    | Liquigas      | s.t.     |
| 3    | Steven De Jongh  | Rabobank      | s.t.     |

| Pos. | Corridore        | Squadra       | Tempo    |
| ---- | ---------------- | ------------- | -------- |
| 1    | Max van Heeswijk | Discovery Ch. | 4h26'51" |
| 2    | Rik Verbrugghe   | Quick Step    | a 1"     |
| 2    | Carlos Barredo   | Liberty Seg.  | a 11"    |

### 2ª tappa
- 5 agosto: Geldrop (NLD) > Sittard-Geleen (NLD) – 178 km

Risultati
| Pos. | Corridore         | Squadra     | Tempo    |
| ---- | ----------------- | ----------- | -------- |
| 1    | Simone Cadamuro   | Domina Vac. | 4h14'48" |
| 2    | Marco Zanotti     | Liquigas    | s.t.     |
| 3    | Enrico Gasparotto | Liquigas    | s.t.     |

| Pos. | Corridore        | Squadra       | Tempo    |
| ---- | ---------------- | ------------- | -------- |
| 1    | Max van Heeswijk | Discovery Ch. | 8h41'37" |
| 2    | Rik Verbrugghe   | Quick Step    | a 1"     |
| 2    | Gert Steegmans   | Davitamon     | a 12"    |

### 3ª tappa
- 6 agosto: Beek (NLD) > Landgraaf (NLD) – 206 km

Risultati
| Pos. | Corridore       | Squadra      | Tempo    |
| ---- | --------------- | ------------ | -------- |
| 1    | Allan Davis     | Liberty Seg. | 4h56'44" |
| 2    | Erik Dekker     | Rabobank     | s.t.     |
| 3    | Daniele Bennati | Lampre       | s.t.     |

| Pos. | Corridore        | Squadra      | Tempo     |
| ---- | ---------------- | ------------ | --------- |
| 1    | Rik Verbrugghe   | Quick Step   | 13h38'09" |
| 2    | Allan Davis      | Liberty Seg. | a 2"      |
| 2    | Michael Blaudzun | CSC          | a 8"      |

### 4ª tappa
- 7 agosto: Landgraaf (NLD) > Verviers (BEL) – 232 km

Risultati
| Pos. | Corridore         | Squadra       | Tempo    |
| ---- | ----------------- | ------------- | -------- |
| 1    | Alessandro Ballan | Lampre        | 6h06'05" |
| 2    | Rik Verbrugghe    | Quick Step    | s.t.     |
| 3    | Leif Hoste        | Discovery Ch. | s.t.     |

| Pos. | Corridore        | Squadra      | Tempo     |
| ---- | ---------------- | ------------ | --------- |
| 1    | Rik Verbrugghe   | Quick Step   | 19h44'28" |
| 2    | Allan Davis      | Liberty Seg. | a 6"      |
| 2    | Michael Blaudzun | CSC          | a 14"     |

### 5ª tappa
- 8 agosto: Verviers (BEL) > Hasselt (BEL) – 194 km

Risultati
| Pos. | Corridore        | Squadra       | Tempo    |
| ---- | ---------------- | ------------- | -------- |
| 1    | Max Van Heeswijk | Discovery Ch. | 4h41'06" |
| 2    | Alberto Ongarato | Fassa Bortolo | s.t.     |
| 3    | Stefan van Dijk  | MrBookmaker   | s.t.     |

| Pos. | Corridore        | Squadra      | Tempo     |
| ---- | ---------------- | ------------ | --------- |
| 1    | Rik Verbrugghe   | Quick Step   | 24h25'34" |
| 2    | Allan Davis      | Liberty Seg. | a 6"      |
| 2    | Michael Blaudzun | CSC          | a 14"     |

### 6ª tappa
- 9 agosto: Sint-Truiden (BEL) > Hoogstraten (BEL) – 196 km

Risultati
| Pos. | Corridore        | Squadra       | Tempo    |
| ---- | ---------------- | ------------- | -------- |
| 1    | Stefan van Dijk  | MrBookmaker   | 4h10'37" |
| 2    | Max Van Heeswijk | Discovery Ch. | s.t.     |
| 3    | Simone Cadamuro  | Domina Vac.   | s.t.     |

| Pos. | Corridore      | Squadra      | Tempo     |
| ---- | -------------- | ------------ | --------- |
| 1    | Rik Verbrugghe | Quick Step   | 28h36'10" |
| 2    | Allan Davis    | Liberty Seg. | a 5"      |
| 2    | Erik Dekker    | Rabobank     | a 13"     |

### 7ª tappa
- 10 agosto: Etten (NLD) > Leur (NLD) – cronometro individuale – 26,3 km

Risultati
| Pos. | Corridore    | Squadra       | Tempo  |
| ---- | ------------ | ------------- | ------ |
| 1    | Bobby Julich | CSC           | 31'14" |
| 2    | Leif Hoste   | Discovery Ch. | a 37"  |
| 3    | Erik Dekker  | Rabobank      | a 45"  |

| Pos. | Corridore    | Squadra       | Tempo     |
| ---- | ------------ | ------------- | --------- |
| 1    | Bobby Julich | CSC           | 29h08'01" |
| 2    | Erik Dekker  | Rabobank      | a 21"     |
| 2    | Leif Hoste   | Discovery Ch. | a 41"     |

## Evoluzione delle classifiche
| Tappa              | Vincitore          | Classifica generale | Classifica a punti | Classifica scalatori  | Classifica giovani | Classifica squadre                 |
| ------------------ | ------------------ | ------------------- | ------------------ | --------------------- | ------------------ | ---------------------------------- |
| Prol.              | Rik Verbrugghe     | Rik Verbrugghe      | non assegnata      | non assegnata         | Carlos Barredo     | Discovery Channel Pro Cycling Team |
| 1ª                 | Max Van Heeswijk   | Max Van Heeswijk    | Max Van Heeswijk   | non assegnata         | Carlos Barredo     | Discovery Channel Pro Cycling Team |
| 2ª                 | Simone Cadamuro    | Max Van Heeswijk    | Marco Zanotti      | non assegnata         | Gert Stegmans      | Discovery Channel Pro Cycling Team |
| 3ª                 | Allan Davis        | Rik Verbrugghe      | Allan Davis        | Eric Baumann          | Allan Davis        | Liberty Seguros-Würth Team         |
| 4ª                 | Alessandro Ballan  | Rik Verbrugghe      | Allan Davis        | Christian Vande Velde | Allan Davis        | Liberty Seguros-Würth Team         |
| 5ª                 | Max van Heeswijk   | Rik Verbrugghe      | Allan Davis        | Christian Vande Velde | Allan Davis        | Liberty Seguros-Würth Team         |
| 6ª                 | Stefan van Dijk    | Rik Verbrugghe      | Allan Davis        | Christian Vande Velde | Allan Davis        | Liberty Seguros-Würth Team         |
| 7ª                 | Bobby Julich       | Bobby Julich        | Allan Davis        | Christian Vande Velde | Thomas Dekker      | Liberty Seguros-Würth Team         |
| Classifiche finali | Classifiche finali | Bobby Julich        | Allan Davis        | Christian Vande Velde | Thomas Dekker      | Liberty Seguros-Würth Team         |

## Classifiche finali

### Classifica generale - Maglia rossa
| Pos. | Corridore             | Squadra       | Tempo     |
| ---- | --------------------- | ------------- | --------- |
| 1    | Bobby Julich          | CSC           | 29h08'01" |
| 2    | Erik Dekker           | Rabobank      | a 21"     |
| 3    | Leif Hoste            | Discovery Ch. | a 41"     |
| 4    | Tomas Dekker          | Rabobank      | a 54"     |
| 5    | Michael Blaudzun      | CSC           | a 1'07"   |
| 6    | Rik Verbrugghe        | Quick Step    | a 1'16"   |
| 7    | Carlos Barredo        | Liberty Seg.  | a 1'22"   |
| 8    | Jurgen Van Den Broeck | Discovery Ch. | a 1'28"   |
| 9    | Andreas Klier         | T-Mobile      | a 1'57"   |
| 10   | Sergej Ivanov         | T-Mobile      | a 2'12"   |

### Classifica a punti - Maglia blu
| Pos. | Corridore         | Squadra       | Punti |
| ---- | ----------------- | ------------- | ----- |
| 1    | Allan Davis       | Liberty Seg.  | 132   |
| 2    | Max van Heeswijk  | Discovery Ch. | 90    |
| 3    | Stefan van Dijk   | MrBookmaker   | 69    |
| 4    | Marco Zanotti     | Liquigas      | 67    |
| 5    | Alessandro Ballan | Lampre        | 66    |

### Classifica scalatori - Maglia bianco-rossa
| Pos. | Corridore             | Squadra       | Punti |
| ---- | --------------------- | ------------- | ----- |
| 1    | Christian Vande Velde | CSC           | 68    |
| 2    | Jason McCartney       | Discovery Ch. | 66    |
| 3    | Bart Dockx            | Davitamon     | 32    |
| 4    | Koos Moerenhout       | Davitamon     | 27    |
| 5    | Staf Scheirlinckx     | Cofidis       | 27    |

### Classifica giovani - Maglia gialla
| Pos. | Corridore             | Squadra       | Punti     |
| ---- | --------------------- | ------------- | --------- |
| 1    | Thomas Dekker         | Rabobank      | 29h08'55" |
| 2    | Carlos Barredo        | Liberty Seg.  | a 28"     |
| 3    | Jurgen Van Den Broeck | Discovery Ch. | a 34"     |
| 4    | Allan Davis           | Liberty Seg.  | a 1'31"   |
| 5    | Nick Nuyens           | Quick Step    | a 2'20"   |

## Punteggi UCI
| Pos. | Corridore             | Squadra         | Punti |
| ---- | --------------------- | --------------- | ----- |
| 1    | Bobby Julich          | CSC             | 51    |
| 2    | Erik Dekker           | Rabobank        | 40    |
| 3    | Leif Hoste            | Discovery Ch.   | 35    |
| 4    | Tomas Dekker          | Rabobank        | 30    |
| 5    | Michael Blaudzun      | CSC             | 25    |
| 6    | Rik Verbrugghe        | Quick Step      | 21    |
| 7    | Carlos Barredo        | Liberty Seguros | 15    |
| 8    | Jurgen Van Den Broeck | Discovery Ch.   | 10    |
| 9    | Andreas Klier         | T-Mobile        | 5     |
| 10   | Max van Heeswijk      | Discovery Ch.   | 2     |
| 11   | Sergej Ivanov         | T-Mobile        | 1     |
| 12   | Simone Cadamuro       | Domina Vac.     | 1     |
| 13   | Allan Davis           | Liberty Seg.    | 1     |
| 14   | Alessandro Ballan     | Lampre          | 1     |

| Pos. | Squadra                          | Punti |
| ---- | -------------------------------- | ----- |
| 1    | Liberty Seguros-Würth            | 20    |
| 2    | Rabobank                         | 19    |
| 3    | Discovery Channel                | 18    |
| 4    | Team CSC                         | 7     |
| 5    | Quick Step-Innergetic            | 8     |
| 6    | T-Mobile Team                    | 15    |
| 7    | Davitamon-Lotto                  | 14    |
| 8    | Euskaltel-Euskadi                | 13    |
| 9    | Saunier Duval-Prodir             | 12    |
| 10   | Illes Balears-Caisse d'Epargne   | 11    |
| 11   | Gerolsteiner                     | 9     |
| 12   | Lampre-Caffita                   | 8     |
| 13   | Crédit Agricole                  | 7     |
| 14   | Phonak Hearing Systems           | 6     |
| 15   | Cofidis, le Crédit par Téléphone | 4     |
| 16   | La Française des Jeux            | 3     |
| 17   | Liquigas-Bianchi                 | 2     |
| 18   | Fassa Bortolo                    | 1     |